# Brooks-Sumner-Affäre

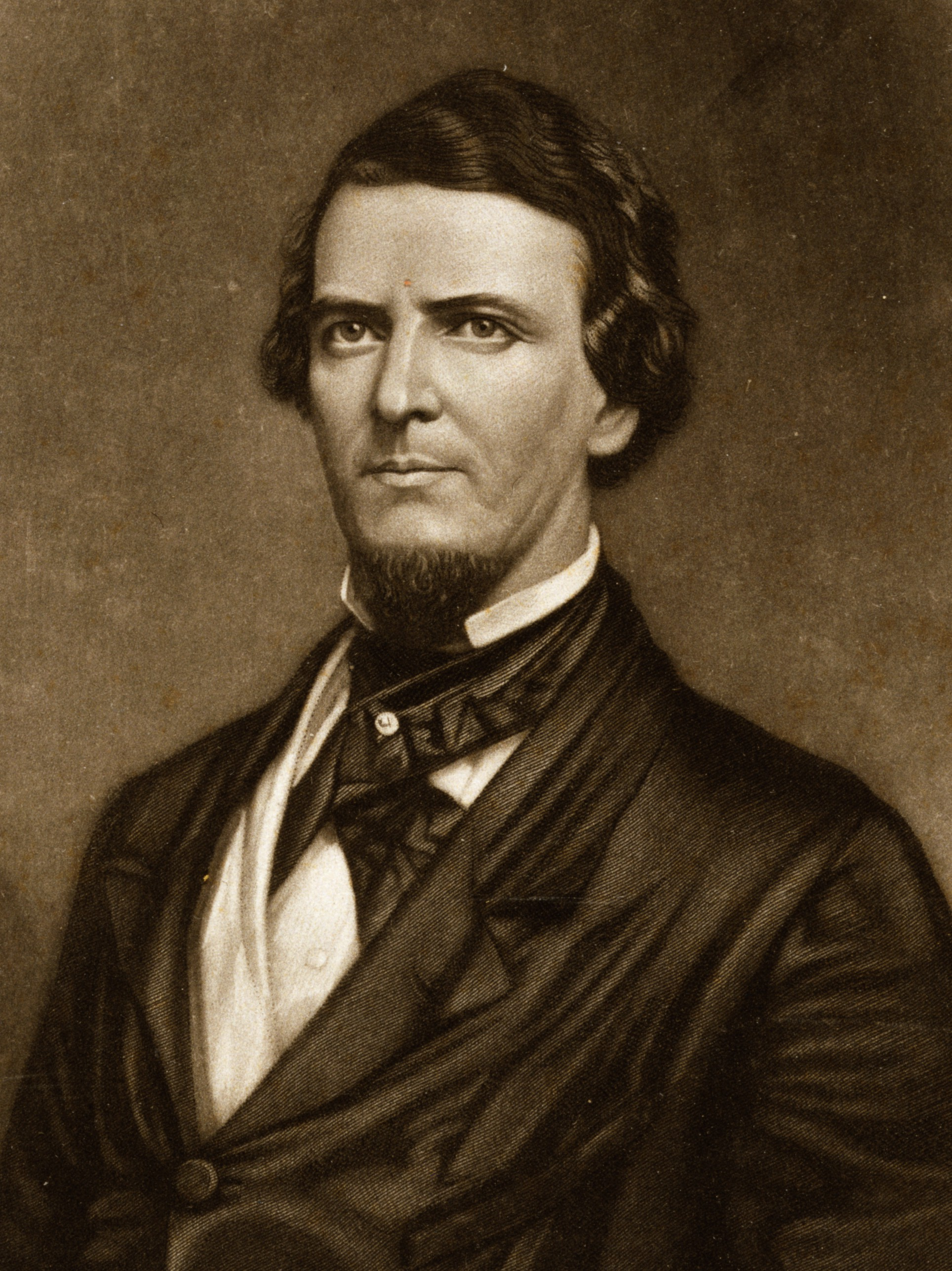
Preston Brooks
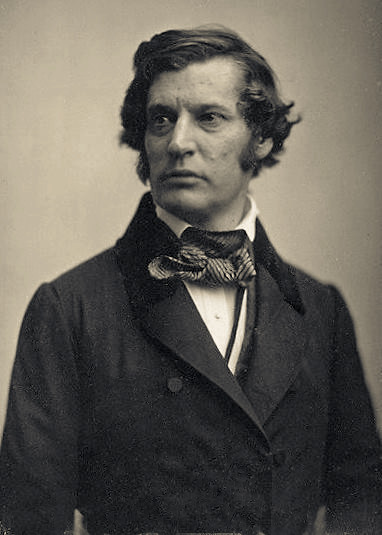
Charles Sumner (um 1850)

Die Brooks-Sumner-Affäre (englisch Brooks–Sumner Affair; auch Caning of Charles Sumner) war ein Ereignis im Jahre 1856 in den Vereinigten Staaten, das symbolisch für den Zusammenbruch eines zivilisierten Diskurses in der Sklavereifrage steht. Am 22. Mai 1856 schlug der demokratische Kongressabgeordnete Preston Brooks aus South Carolina im Senat der Vereinigten Staaten mit einem Gehstock auf den republikanischen Senator Charles Sumner aus Massachusetts ein und verletzte diesen schwer. Sumner, ein Abolitionist, hatte zwei Tage zuvor eine Rede gehalten, in der er die Sklavenhalter des Südens scharf angegriffen und dabei einen Verwandten Brooks’ erwähnt hatte.

## Hintergrund
Am 19. und 20. Mai 1856 hatte Sumner den Kansas-Nebraska Act aus dem Jahre 1854 in seiner „Crime-against-Kansas“-Rede heftig kritisiert. In seinem umfangreichen Redebeitrag hatte er die sofortige Aufnahme des Kansas-Territoriums als sklavereifreien Bundesstaat in die Union gefordert und ging dann dazu über, die „Sklavokratie“ (die Vorherrschaft der Sklavenbesitzer) des Südens mit Vorwürfen zu überziehen:

“Not in any common lust for power did this uncommon tragedy have its origin. It is the rape of a virgin Territory, compelling it to the hateful embrace of slavery; and it may be clearly traced to a depraved desire for a new Slave State, hideous offspring of such a crime, in the hope of adding to the power of slavery in the National Government.”

„Nicht in gewöhnlicher Lust lag der Ursprung der ungewöhnlichen Tragödie: Es ist die Vergewaltigung eines jungfräulichen Territoriums, das in die hasserfüllte Umarmung der Sklaverei gezwungen wurde; und es lässt sich eindeutig auf den verderbten Wunsch nach einem neuen Sklavenstaat zurückführen, dem abscheulichen Ergebnis eines solchen Verbrechens, in der Hoffnung, die Macht der Sklaverei in der nationalen Regierung zu stärken.“

Sumner attackierte dann die Autoren des Gesetzes, die Senatoren Stephen A. Douglas aus Illinois und Andrew Butler aus South Carolina, wobei er unter anderem sagte:

“The senator from South Carolina has read many books of chivalry, and believes himself a chivalrous knight with sentiments of honor and courage. Of course he has chosen a mistress to whom he has made his vows, and who, though ugly to others, is always lovely to him; though polluted in the sight of the world, is chaste in his sight—I mean the harlot, slavery. For her his tongue is always profuse in words. Let her be impeached in character, or any proposition made to shut her out from the extension of her wantonness, and no extravagance of manner or hardihood of assertion is then too great for this senator.”

„Der Senator von South Carolina hat viele Bücher über Ritterlichkeit gelesen und hält sich selbst für einen edlen Ritter mit Gefühlen von Ehre und Mut. Natürlich hat er sich eine Mätresse ausgesucht, der er sein Gelübde abgelegt hat und die, obwohl sie für andere hässlich ist, für ihn immer schön ist; obwohl sie in den Augen der Welt beschmutzt ist, ist sie in seinen Augen keusch - ich meine die Hure, die Sklaverei. Für sie ist seine Zunge stets wortreich. Man möge sie wegen ihres Charakters anklagen oder irgendeinen Vorschlag machen, um sie von der Ausdehnung ihrer Wollust auszuschließen, und keine Extravaganz des Auftretens oder Unverfrorenheit der Behauptung ist dann zu groß für diesen Senator.“

Sumner verglich damit indirekt Butler mit Don Quixote und die Sklaverei mit Dulcinea. Zusätzlich machte er sich über Butlers nach einem Schlaganfall eingeschränkte Redefähigkeit lustig:

“[He] touches nothing which he does not disfigure with error, sometimes of principle, sometimes of fact. He cannot open his mouth, but out there flies a blunder.”

„Was er anrührt, wird durch Fehler entstellt, teils aus Prinzip, teils in Fakten. Aus seinem Mund kommen nur Schnitzer.“

Laut der indisch-amerikanischen Historikerin Manisha Sinha war Sumner zuvor sowohl von Douglas als auch von Butler für seine Oppositionshaltung gegenüber dem Fugitive Slave Law und dem Kansas-Nebraska Act lächerlich gemacht und beleidigt worden. Butler hatte dabei in sehr kruder Weise Sumner mit sexuellen Andeutungen bezüglich schwarzer Frauen provoziert und dabei ein gängiges Klischee, die Abolitionisten würden gemischtrassige Ehen empfehlen, bedient.
Sexuell aufgeladene Andeutungen waren jedoch auch Teil des Repertoires der Abolitionisten. Laut Williamjames Hoffer ist es:

„important to note the sexual imagery that recurred throughout the (Sumner's) oration, which was neither accidental nor without precedent. Abolitionists routinely accused slaveholders of maintaining slavery so that they could engage in forcible sexual relations with their slaves.“

„wichtig, die sexuellen Bilder zu beachten, die in (Sumners) Rede immer wieder auftauchen und die weder zufällig noch ohne Vorbild waren. Abolitionisten warfen Sklavenhaltern regelmäßig vor, die Sklaverei aufrechtzuerhalten, damit sie gewaltsame sexuelle Beziehungen mit ihren Sklaven eingehen könnten.“

Douglas sagte während Sumners Rede: „Dieser Narr wird wohl von einem anderen Narren getötet werden. (this damn fool is going to get himself killed by some other damn fool.)“

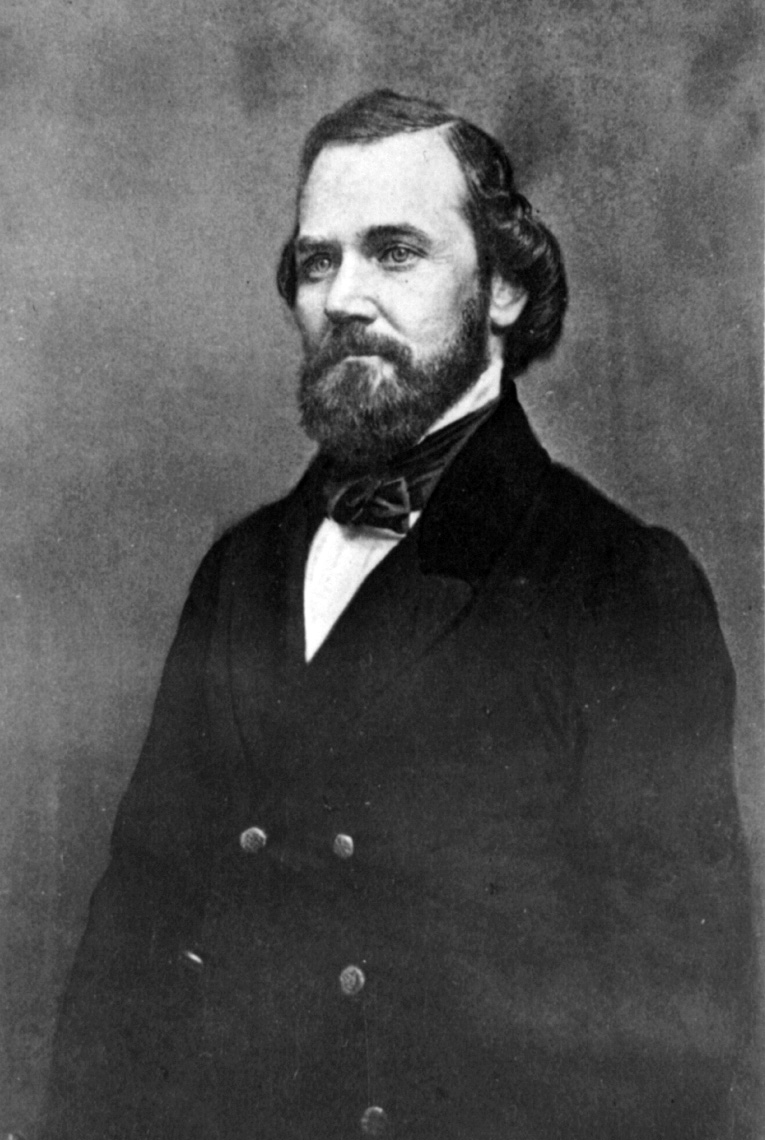
Congressman Laurence Keitt

Preston Brooks, ein Cousin Butlers, war außer sich. Er sagte später aus, er habe Sumner zu einem Duell fordern wollen und sich mit seinem Kollegen aus dem Repräsentantenhaus Laurence M. Keitt, ebenfalls aus South Carolina, über die Modalitäten beraten. Keitt hatte ihm daraufhin gesagt, ein Duell sei prinzipiell eine Sache zwischen sozial Gleichgestellten und Sumner sei nicht besser als ein gewöhnlicher Trunkenbold, was schon an seiner heiseren Aussprache bei seiner Rede erkennbar gewesen sei. Brooks sagte weiter aus, er habe geschlussfolgert, dass Sumner kein Gentleman sei und daher keine ehrenvolle Behandlung verdiene. Für Keitt und Brooks erschien es angebrachter, Sumner öffentlich zu demütigen, indem man ihn vor Zeugen mit einem Stock verprügele.

## Der Tag des Stockangriffs

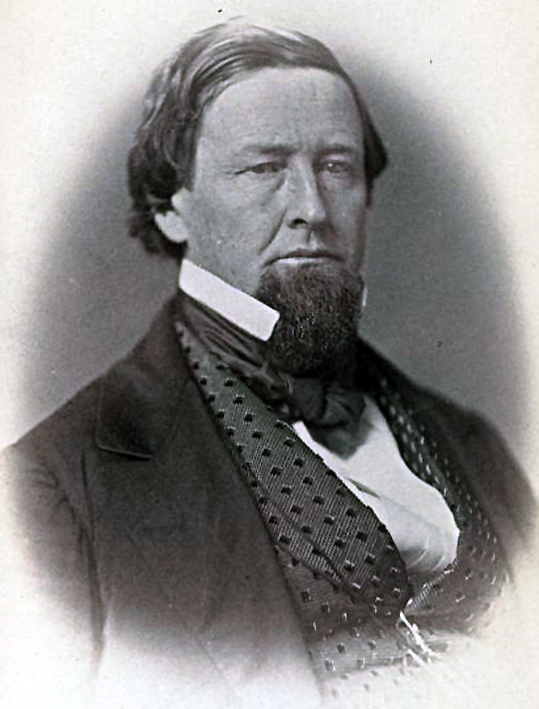
Congressman Henry A. Edmundson

Zwei Tage später, am Nachmittag des 22. Mai, betrat Brooks zusammen mit Keitt und einem weiteren Gesinnungsgenossen, Congressman Henry A. Edmundson, den Sitzungssaal des Senats. Sie warteten, bis sich die Galerien geleert hatten, und achteten dabei besonders darauf, dass keine Damen mehr anwesend waren, um das folgende Geschehen mitzuerleben. Brooks ging dann auf Sumner zu, als dieser im nun fast leeren Saal an seinem Pult schrieb, und sprach ihn mit leiser, ruhiger Stimme folgendermaßen an:

“Mr. Sumner, I have read your speech twice over carefully. It is a libel on South Carolina, and Mr. Butler, who is a relative of mine.”

„Mr. Sumner, ich habe Ihre Rede zwei Mal sorgfältig gelesen. Sie ist eine Beleidigung Südcarolinas und von Mr. Butler, der mein Verwandter ist.“

Als Sumner aufstehen wollte, schlug Brooks ihm mit voller Wucht auf den Kopf, wobei er einen dicken, aus Guttapercha bestehenden Gehstock mit goldenem Knauf benutzte. Die Wucht der Schläge ließ Sumner sofort seine Sehkraft verlieren:

“I no longer saw my assailant, nor any other person or object in the room. What I did afterwards was done almost unconsciously, acting under the instincts of self-defense.”

„Ich sah weder meinen Angreifer noch irgendeine andere Person oder Gegenstand im Raum mehr. Was ich danach tat, geschah fast unbewusst, aus dem Instinkt der Selbstverteidigung heraus.“

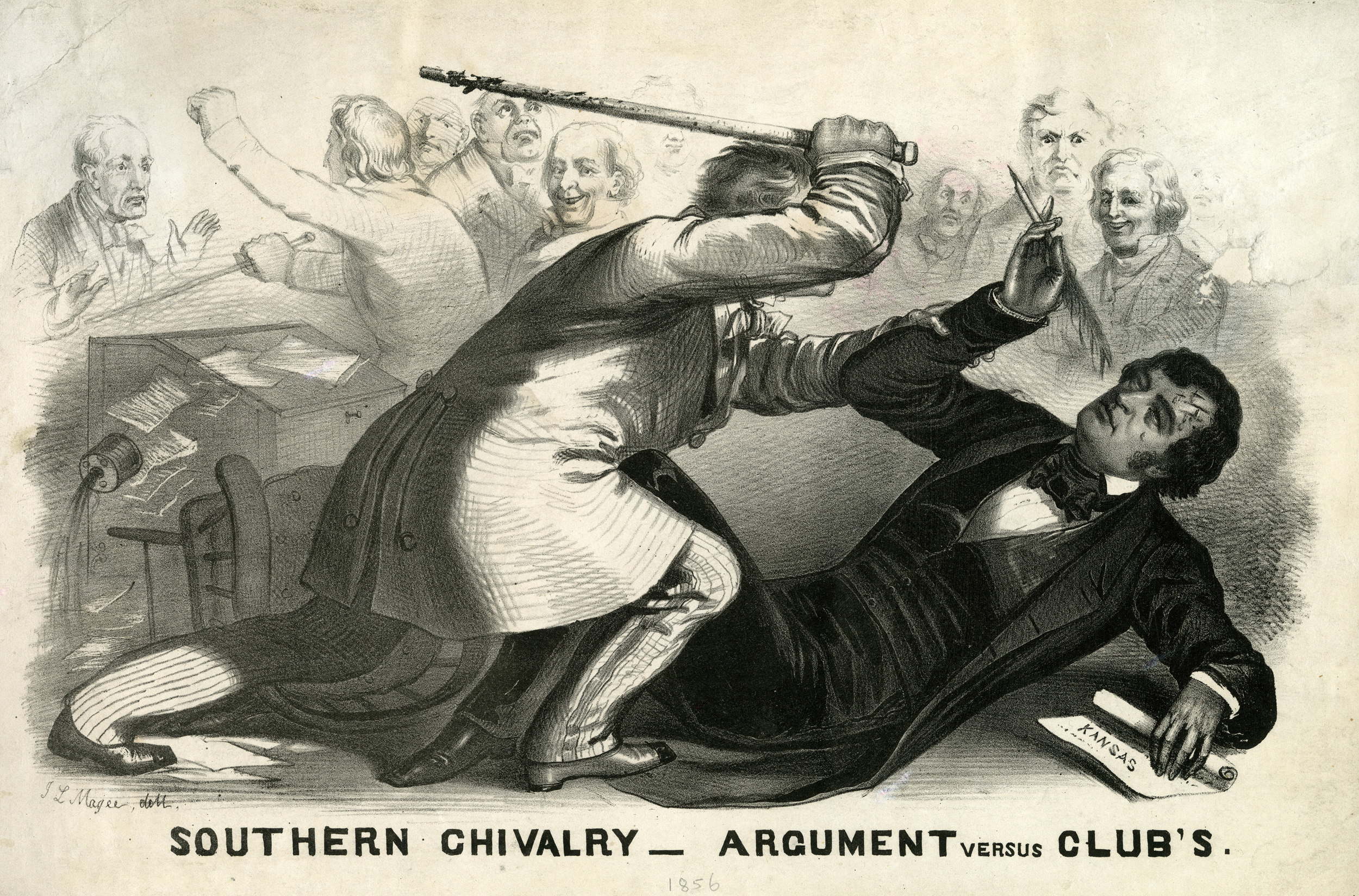
Lithographie über den Angriff, untertitelt: „Südliche Ritterlichkeit – Argumente gegen Stöcke“

Sumner ging zu Boden und wurde unter seinem schweren, am Boden befestigten Pult eingeklemmt. Sein Stuhl, der an den Tisch geschoben war, sperrte ihn ein und er war nicht in der Lage, geistesgegenwärtig zu reagieren und zu entkommen. Brooks fuhr fort, auf ihn einzuschlagen, bis Sumner sich aufrappeln konnte und den Tisch aus seiner Verankerung riss. Er war nun schon allein aufgrund der starken Blutungen am Kopf sehunfähig. Er stolperte den Gang entlang und versuchte sich mit ausgebreiteten Armen vergeblich zu verteidigen. Damit war er aber nur ein leichteres Ziel für Brooks, der ihn weiter auf den Kopf, ins Gesicht und auf den Oberkörper schlug, „to the full extent of [my] power.“ Brooks hörte nicht einmal auf, nachdem sein Stock zerbrochen war; er schlug mit dem oberen Stück mit dem Goldknauf weiter auf Sumner ein. Als Sumner unter den Schlägen bewusstlos zusammenbrach, hielt ihn Brooks mit einer Hand fest und schlug mit dem Stockende in der anderen weiter auf ihn ein. Inzwischen waren mehrere weitere Senatoren und Kongressleute auf die Szene aufmerksam geworden und versuchten, Sumner zu helfen, wurden aber von Edmundson, der sie anschrie, sie sollten zurückbleiben, und Keitt, der seinen eigenen Stock drohend schwang und sogar seine Pistole zog, zurückgehalten.
Der Senator John J. Crittenden versuchte dennoch zu intervenieren und flehte Brooks an, Sumner nicht zu töten. Der Senator Robert Toombs schritt für Crittenden ein, indem er zu Keitt sagte, er solle einen am Disput Unbeteiligten nicht attackieren, obwohl Toombs später andeutete, er habe kein Problem mit Brooks’ Angriff auf Sumner gehabt und ihn sogar gutgeheißen.
Die Kongressmänner Ambrose S. Murray und Edwin B. Morgan konnten schließlich auf Brooks einwirken und ihn zum Ablassen von seinem Opfer bringen, worauf er still den Saal verließ. Murray holte dann Hilfe von einem Senatspagen und vom Sergeant at Arms, Dunning R. McNair. Als Sumner sich erholt und das Bewusstsein zurückerlangt hatte, wurde er von den Helfern in einen Ankleideraum geführt. Er wurde medizinisch erstversorgt, unter anderem wurden die Wunden genäht. Mit der Hilfe von Nathaniel P. Banks, dem Speaker of the House, und Senator Henry Wilson war Sumner in der Lage, per Kutsche zu seiner Unterkunft zurückzukehren, wo er weiter ärztlich behandelt wurde. Brooks benötigte ebenfalls ärztliche Behandlung, bevor er das Capitol verließ. Er hatte sich beim Ausholen mit dem Stock in seiner Rage selbst über dem rechten Auge getroffen.
Der Stock, den Brooks benutzt hatte, blieb, in mehrere Teile zerbrochen, auf dem blutbeschmierten Boden am Tatort zurück. Einige davon sammelte Edmundson ein, der das Knaufstück an Adam John Glossbrenner, den House Sergeant at Arms, übergab. Dieser Teil wurde später im Bostoner Old State House Museum ausgestellt. Angehörige des Kongresses aus dem Süden machten sich aus den anderen Teilen Ringe, die sie an Halsketten trugen, um ihre Solidarität mit Brooks zu zeigen. Dieser prahlte:

“[Die Teile meines Stocks] werden als heilige Reliquien erbettelt.”

## Nachspiel

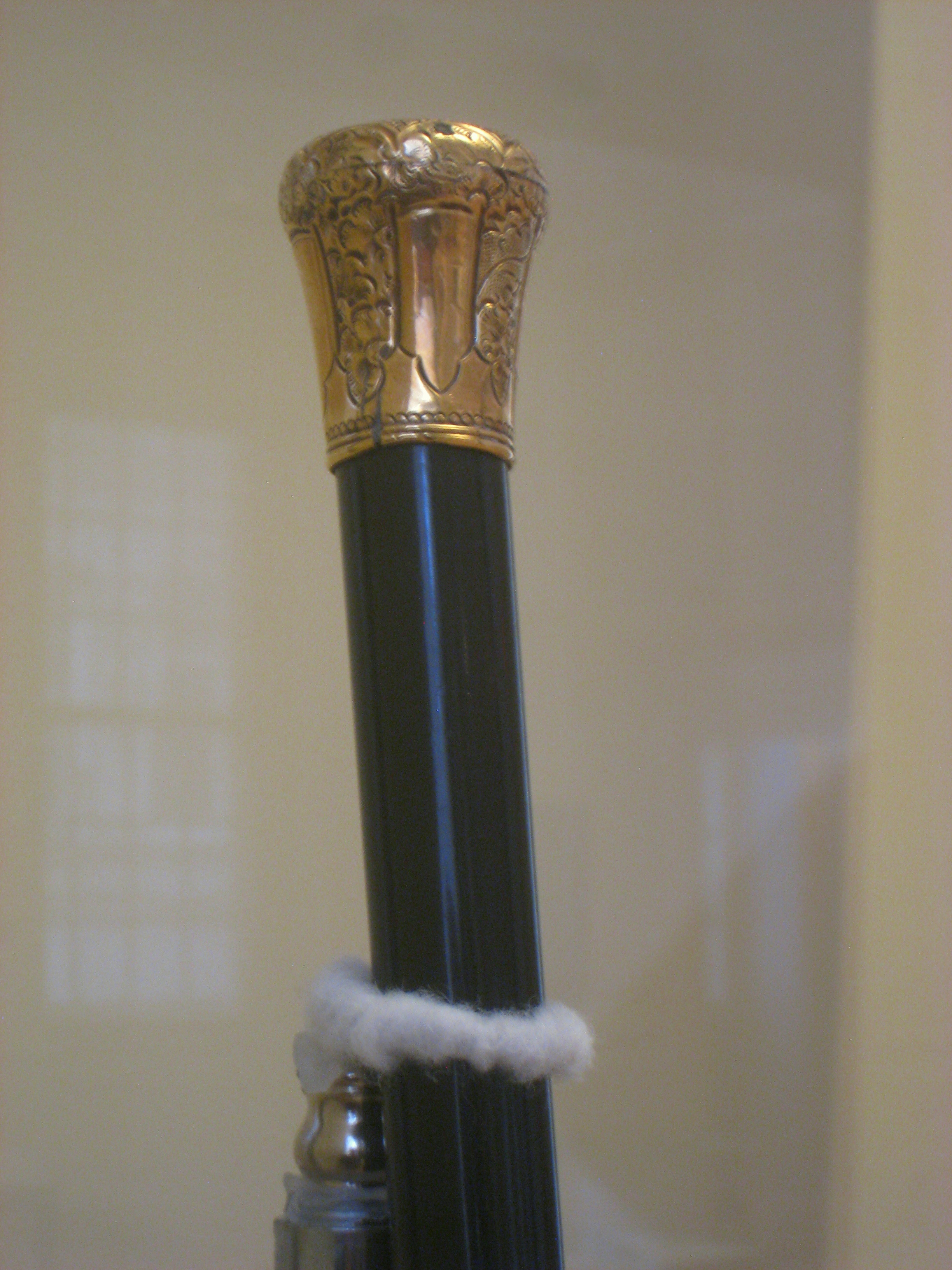
Das Knaufstück des Stockes als Ausstellungsstück

Die Episode zeigte die Polarisierung der USA in deutlichster Form auf, die nun selbst die Kammern des Parlaments erreicht hatte. Sumner wurde im Norden zu einem Märtyrer und Brooks zu einem Helden des Südens. Viele Nordstaatler waren empört. In der Cincinnati Gazette las man:

“The South cannot tolerate free speech anywhere, and would stifle it in Washington with the bludgeon and the bowie-knife, as they are now trying to stifle it in Kansas by massacre, rapine, and murder.”

„Der Süden kann die freie Meinungsäußerung nirgendwo tolerieren und unterdrückt sie in Washington mit der Keule und dem Bowiemesser, so wie sie jetzt versuchen, sie in Kansas durch Massaker, Vergewaltigung und Mord zu unterdrücken.“

William Cullen Bryant von der New York Evening Post fragte:

“Has it come to this, that we must speak with bated breath in the presence of our Southern masters?… Are we to be chastised as they chastise their slaves? Are we too, slaves, slaves for life, a target for their brutal blows, when we do not comport ourselves to please them?”

„Ist es so weit gekommen, dass wir in Gegenwart unserer südlichen Master mit angehaltenem Atem sprechen müssen? … Sollen wir gezüchtigt werden, wie sie ihre Sklaven züchtigen? Sind auch wir Sklaven, Sklaven auf Lebenszeit, ein Ziel für ihre brutalen Schläge, wenn wir uns nicht benehmen, wie es ihnen gefällt?“

Tausende gingen zu Protestkundgebungen in Boston, Albany, Cleveland, Detroit, New Haven, New York und Providence auf die Straße. Mehr als eine Million Kopien von Sumners Rede wurden verteilt. Zwei Wochen nach der Attacke beschrieb Ralph Waldo Emerson die offenbar gewordene Spaltung der amerikanischen Gesellschaft wie folgt:

„I do not see how a barbarous community and a civilized community can constitute one state. I think we must get rid of slavery, or we must get rid of freedom.“

„Ich sehe nicht, wie eine barbarische Gemeinschaft und eine zivilisierte Gemeinschaft einen Staat bilden können. Ich denke, wir müssen die Sklaverei abschaffen oder wir müssen die Freiheit abschaffen.“

In den Zeitungen der Südstaaten wurde Brooks hingegen gefeiert. Der Richmond Enquirer schrieb in seiner Meinungsspalte, dass Sumner es verdient hätte, „jeden Morgen“ verprügelt zu werden, und lobte den Angriff als „good in conception, better in execution, and best of all in consequences“. Die „vulgären Abolitionisten“ im Senat seien zu lange ohne Zaumzeug herumgerannt und müssten bis zur Aufgabe ausgepeitscht werden. Südstaatler schickten Brooks hunderte neuer Gehstöcke. Auf einem stand eingeschrieben: „Hit him again. (Schlag ihn noch einmal.)“
Das Mitglied des Repräsentantenhauses Anson Burlingame erniedrigte Brooks öffentlich, indem er ihn zur Forderung eines Duells aufstachelte, nur um dann Bedingungen zu setzen, die Brooks so einschüchterten, dass er zurückzog. Burlingame, ein hervorragender Schütze, hatte als aufgeforderte Partei die Wahl der Waffen und des Duellortes. Er wählte Gewehre als Waffen und die kanadische Seite der Niagarafälle als Ort, wo das US-Verbot von Duellen nicht galt. Brooks zog daraufhin seine Forderung mit der Begründung zurück, er wolle sich einer Reise durch die feindlich gesinnten Nordstaaten nicht aussetzen.
Brooks bedrohte auch den Senator Henry Wilson, Sumners Kollegen aus Massachusetts. Wilson hatte den Angriff auf Sumner „brutal, murderous, and cowardly“ genannt und Brooks hatte ihn daraufhin zum Duell gefordert. Wilson lehnte mit der Begründung ab, er könne weder nach rechtlichen Maßstäben noch aus persönlicher Überzeugung zusagen, und Duelle seien ein Relikt aus den Tagen des Barbarismus. Als Gerüchte auftauchten, Brooks würde ihn wie Sumner im Senat angreifen, erwiderte Wilson gegenüber der Presse: „I have sought no controversy, and I seek none, but I shall go where duty requires, uninfluenced by threats of any kind.“ Wilson ging weiter seinen Pflichten im Senat nach und aus Brooks’ Drohungen ergaben sich keine Folgen.
Der Historiker William Gienapp zog den Schluss, Brooks’ Angriff sei von höchster Bedeutung für die Entwicklung der Republikanischen Partei von einer um jede Stimme ringenden Partei zu einer starken politischen Kraft gewesen („of critical importance in transforming the struggling Republican party into a major political force.“).
Südstaatler machten sich über Sumner lustig und behaupteten, er würde seine Verletzungen nur vortäuschen. Sie sagten, Brooks’ Stock sei nicht hart genug gewesen, schwere Verletzungen hervorzurufen. Sie behaupteten auch, dass Brooks Sumner nicht öfter als ein paar Mal geschlagen habe und nicht hart genug zugeschlagen habe, um bleibende Schäden hervorzurufen. Tatsächlich hatte Sumner ein Schädeltrauma erlitten, das ihm schwere und chronische Schmerzen verursachte, die ihn für den Rest seines Lebens begleiteten. Er verbrachte drei Jahre in Rekonvaleszenz, bevor er seinen Sitz im Senat wieder einnahm.
Brooks behauptete, er habe nicht vorgehabt, Sumner zu töten, denn sonst hätte er ein anderes Instrument benutzt. In einer Rede vor dem Repräsentantenhaus, in der er seine Tat verteidigte, führte er aus, er habe dem Senat und dem Kongress keine Missachtung ausdrücken wollen. Er wurde für den Angriff in Gewahrsam genommen, vor ein Gericht des Districts of Columbia gestellt und zu einer Geldstrafe von 300 Dollar verurteilt. Ein Antrag, ihn aus dem Repräsentantenhaus auszuschließen, schlug fehl, aber er trat am 15. Juli von sich aus zurück, um sich einer Wiederwahl zu stellen. Die Wahl am 1. August ging zu seinen Gunsten aus und Brooks kehrte schnell in sein Amt zurück. In einer weiteren Neuwahl später im selben Jahr wurde er erneut gewählt, erlag aber einer Erkrankung, bevor die neue Amtsperiode begann.
Keitt wurde vom Repräsentantenhaus verwarnt. Er trat aus Protest zurück, wurde aber wie Brooks innerhalb eines Monats und mit großer Mehrheit wiedergewählt. Im Jahr 1858 versuchte er den republikanischen Kongressman Galusha A. Grow aus Pennsylvania in einer Auseinandersetzung auf dem Parkett des Hauses zu erdrosseln. Ein Versuch, auch Edmundson zu verwarnen, erhielt keine Mehrheit im House.
Bei den Wahlen von 1856 erzielte die noch neue Republikanische Partei Zuwächse mit dem Doppelslogan „Bleeding Kansas“ und „Bleeding Sumner“ und schlug dabei Kapital aus der Möglichkeit, die Demokraten als Extremisten zu brandmarken. Obwohl die Demokraten die Präsidentschaftswahl von 1856 gewannen und ihre Mehrheit im Repräsentantenhaus vergrößerten, machten die Republikaner in den Staaten und im Senat teils dramatische Fortschritte. Die Gewalt in Kansas und der Angriff auf Sumner halfen den Republikanern dabei, sich als Partei zusammenzuschweißen, was einen wichtigen Schritt hin zu ihrem Wahlsieg bei der nächsten Präsidentschaftswahl 1860 bedeutete.
Während der ausklingenden Sitzungsperiode Ende 1856 hielt Brooks eine Rede, in der er die Aufnahme von Kansas als Bundesstaat selbst mit einer Verfassung, die die Sklaverei ausschloss, forderte. Sein nachgiebiger Ton beeindruckte die Nordstaatler und enttäuschte die Unterstützer der Sklaverei.